# Tuncay Özkan

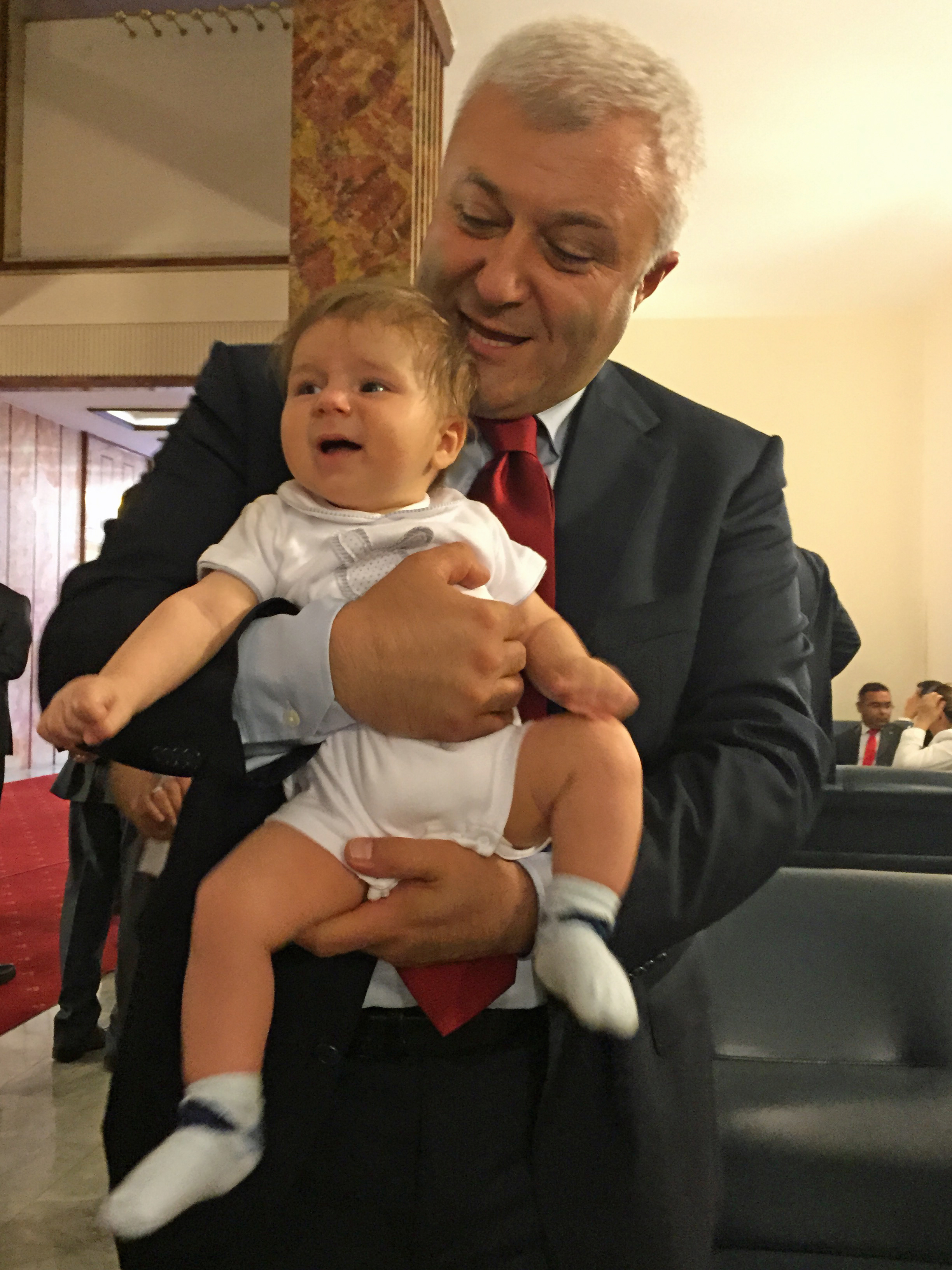
Tuncay Özkan mit seinem Kind am Rande der Vereidigung im Parlament am 23. Juni 2015

Tuncay Özkan (* 14. August 1966 in Ankara) ist Journalist, Politiker und war Besitzer des türkischen Senders Kanaltürk. Er ist der Autor von mehr als einem Dutzend Bücher in türkischer Sprache.
Der aus einer Familie mit Wurzeln in Kemaliye (Eğin in der Provinz Erzincan) stammende Özkan graduierte an der Gazi-Universität und arbeitete 1984 bei der Zeitung Hürriyet, später wechselte er zur Cumhuriyet.
Im September 2008 wurde Özkan verhaftet und im Ergenekon-Prozess vom Gericht für schuldig befunden, Teil einer Verschwörung gegen die muslimisch-konservative Regierung der Partei für Gerechtigkeit und Aufschwung (AKP) zu sein und zu lebenslanger Haft verurteilt. Nach sechs Jahren Haft in der Strafvollzugsanstalt Silivri wurde er am 10. März 2014 entlassen. Im April 2016 verwarf der Kassationsgerichtshof die Urteile gegen ihn und die übrigen Angeklagten.
Bei den Parlamentswahl am 7. Juni 2015 wurde er als Mitglied der Republikanischen Volkspartei (CHP) in die Große Türkische Nationalversammlung gewählt. Bei der Parlamentswahl am 25. Juni 2018 verteidigte er sein Mandat.